# Juan de Liermo Hermosa
Juan de Liermo Hermosa (1522 – 26 de julho de 1582) foi um prelado católico romano que serviu como arcebispo de Santiago de Compostela (1582) e bispo de Mondoñedo (1574-1582).

## Biografia
Juan de Liermo Hermosa nasceu em San Martín de Liermo, em Espanha. No dia 4 de junho de 1574, foi nomeado Bispo de Mondoñedo durante o papado de Gregório XIII. A 8 de janeiro de 1582, foi nomeado por Gregório XIII como Arcebispo de Santiago de Compostela, onde serviu até à sua morte a 26 de julho de 1582.